# Chrysaster hagicola
Chrysaster hagicola är en fjärilsart som beskrevs av Tosio Kumata 1961. Chrysaster hagicola ingår i släktet Chrysaster och familjen styltmalar. Inga underarter finns listade i Catalogue of Life.